# Antrocephalus decipiens
Antrocephalus decipiens (лат.) — вид мелких хальциноидных наездников рода Antrocephalus из семейства Chalcididae. Юго-Восточная Азия (в том числе, Вьетнам, Филиппины).

## Описание
Мелкие перепончатокрылые наездники-хальциды, длина 2,0 — 2,5 мм. Основная окраска чёрная (ноги светлее, до жёлтого). Усики 11-члениковые. Виски с продольным желобком. Лапки 5-члениковые. Грудь выпуклая. Задние бёдра утолщённые и вздутые.
Предположительно, как и другие виды своего рода, паразитируют на куколках бабочек (Lepidoptera).
Вид был впервые описан в 1929 году под первоначальным названием Haltichella decipiens Masi, 1929, а его валидный статус подтверждён в 2016 году индийским энтомологом, академиком Текке Куруппате Нарендраном (Narendran T.C.; Zoological Survey Of India, Калькутта, Индия) и голландским гименоптерологом К. ван Ахтенбергом (Cornelis van Achterberg; Naturalis, Лейден, Нидерланды) по материалам из Вьетнама.